# Ophiuche tucumanalis
Ophiuche tucumanalis är en fjärilsart som beskrevs av Paul Dognin 1914. Ophiuche tucumanalis ingår i släktet Ophiuche och familjen nattflyn. Inga underarter finns listade i Catalogue of Life.